# Boloki
Le boloki est une langue bantoue parlée par les Boloki en République démocratique du Congo.

## Répartition géographique
Les Boloki sont divisés en trois blocs, le premier est sur les rives du fleuve Congo en aval des Mabale et de Makanza, le second est en amont des Iboko à Mobeka, le troisième est sur les rives du Ruki près de Mbandaka. Motingea rapporte en 2002 que ce dernier bloc près de Mbandaka a perdu sa langue et parle un dialecte mongo.